# فريال ضاوي
فريال ضاوي ( بالإنجليزية Ferial Daoui)؛ من مواليد 15 ديسمبر 1999م، هي لاعبة كرة قدم جزائرية محترفة تلعب كمهاجمة لنادي الأمل السعودي للسيدات والمنتخب الجزائري.
وهي معروفة أيضًا باسم فريال مرزوق العربي ضاوي في المملكة العربية السعودية، حيث يُستخدم الاسم الأبوي عادةً للعرب (حيث اسم الأب هو مرزوق واسم الجد هو العربي واسم العائلة ضاوي).

## المسيرة الكروية
بدأت الضاوي رحلتها الكروية مع نادي مسقط رأسها فتيات وئام قسنطينة. في عام 2019م، تم الحاقها بالفريق الأول. وتم اختيارها كأفضل لاعبة كرة قدم جزائرية لعام 2022م.
في عام 2023م، وبعد تعيين المدرب فيرتول لقيادة فريق الأمل السعودي، تم التعاقد مع الضاوي من قبل النادي بعقد لمدة موسم واحد. واستطاعت ضاوي مساعدة النادي في تحقيق الصعود لأول مرة في تاريخه.
وتتالق فريال ضاوي مع زميلاتها الجزائريات إيمان مروش ومروة بوعبطة مع نادي الامل السعودي، حيث استطاعت ضاوي حتي الأسبوع 15 تسجيل عدد (2) هدف وصنعت مثلهما.

## المسيرة الدولية

### مرحلة الشباب
ضاوي هي لاعبة دولية جزائرية، مثلت فرق الشباب في الفئات العمرية تحت 17 عامًا وتحت 20 عامًا. كانت جزءًا من تشكيلة المنتخب الجزائري لكأس العرب للسيدات تحت 17 سنة 2015م. كما أنها تمثل فريق تحت 20 سنة في دورة الألعاب الأفريقية 2019م.

### مرحلة الكبار
انضمت ضاوي إلى القائمة النهائية لبطولة اتحاد شمال إفريقيا للسيدات 2020م. حيث سجلت هدفها الدولي الأول ضد موريتانيا. وبعد عام واحد، تم اختيارها لتمثيل الجزائر في كأس العرب للسيدات 2021م. 

## إحصائيات المهنة

### دولي
آخر تحديث match played 8 August 2023
.
| المنتخب الوطني | سنة     | المشاركات | الأهداف |
| -------------- | ------- | --------- | ------- |
| الجزائر        |         |           |         |
| 2020           | 3       | 1         |         |
| 2021           | 2       | 0         |         |
| المجموع        | المجموع | 5         | 1       |

قائمة النتائج وإجمالي أهداف فرنسا أولاً، يشير عمود النتيجة إلى النتيجة بعد كل هدف داوي .
| رقم | التاريخ        | المكان                   | المنافس   | نتيجة | نتيجة | المسابقة                |
| --- | -------------- | ------------------------ | --------- | ----- | ----- | ----------------------- |
| 1   | 18 فبراير 2020 | ملعب الكرم، الكرم ، تونس | موريتانيا | 2-0   | 5-0   | بطولة UNAF للسيدات 2020 |

## روابط خارجية
- Ferial Daoui at Kooora.com (in Arabic) (archived in English at Goalzz.com)
- Ferial Daoui at Sofascore